# Новая Заря (Забайкальский край)
Новая Заря — село в Ононском районе Забайкальского края России. Административный центр сельского поселения «Новозоринское».

## География
Село находится в восточной части района, к северу от озера Барун-Торей, на расстоянии примерно 33 километров (по прямой) к юго-востоку от села Нижний Цасучей. Абсолютная высота — 641 метр над уровнем моря.
Климат
Климат характеризуется как резко континентальный, с продолжительной морозной зимой и коротким тёплым летом. Среднегодовая температура воздуха составляет −1,8 — −1,4 °С. Средняя многолетняя температура самого холодного месяца (января) составляет −26 — −24 °С (абсолютный минимум — −52 °С), температура самого тёплого (июля) — 18 — 20 °С (абсолютный максимум — 40 °С). Среднегодовое количество осадков — 200—400 мм.
Часовой пояс
Село Новая Заря находится в часовой зоне МСК+6. Смещение применяемого времени относительно UTC составляет +9:00.

## История
Основано в 1929 году.

## Население
| 1989 | 2002 | 2010 | 2012 | 2013 | 2014 | 2015 |
| ---- | ---- | ---- | ---- | ---- | ---- | ---- |
| 1329 | ↘992 | ↘805 | ↘777 | ↘755 | ↘728 | ↘697 |
| 2017 | 2021 |      |      |      |      |      |
| ↗698 | ↘619 |      |      |      |      |      |

Половой состав
По данным Всероссийской переписи населения 2010 года в гендерной структуре населения мужчины составляли 48,6 %, женщины — соответственно 51,4 %.
Национальный состав
Согласно результатам переписи 2002 года, в национальной структуре населения буряты составляли 84 % из 992 чел.

## Инфраструктура
В селе функционируют средняя общеобразовательная школа и сельская участковая больница.

## Улицы
Уличная сеть села состоит из восьми улиц и двух переулков.